# Gavino Gabriel
Pour les articles homonymes, voir Gabriel.
Gavino Gabriel, né en 1881 à Tempio Pausania et mort en 1980 à Rome, est un compositeur et musicologue italien, érudit de la musique populaire sarde, en particulier celle de la Gallura.
Entre 1922 et 1925, dans le seul but de documentaire, il a fait les premiers enregistrements de musique traditionnelle sarde. A Milan pour la maison de disques La Voce del Padrone a enregistré la collection intitulée  Les chansons de Gallura, dell'Anglona, Marghine et Barbagia .
Il est également l'auteur de l'ouvrage Canti di Sardegna (Chants de Sardaigne).